# 格紋日

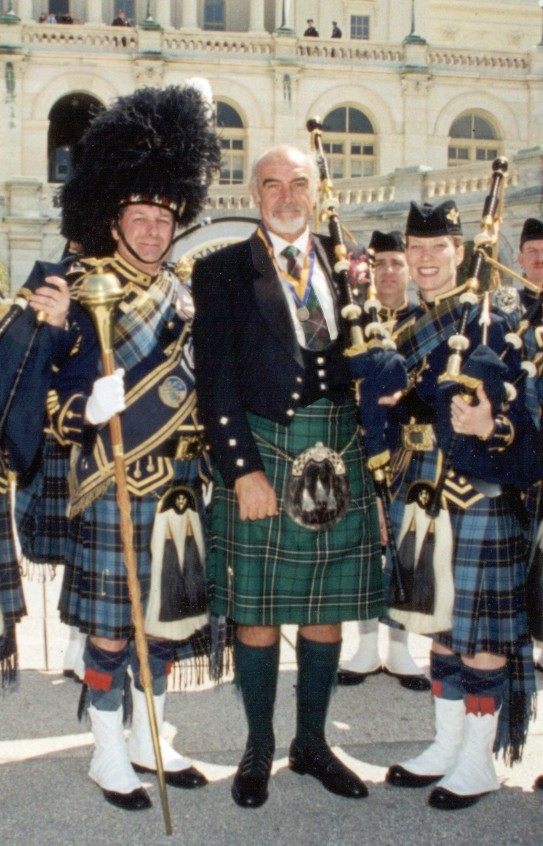
華府的格紋日慶祝活動中，辛·康納利與美國空軍預備役司令部蘇格蘭樂隊

格紋日（英语：Tartan Day）是北美蘇格蘭裔在加拿大及美國的節日。在加拿大，約有470萬人表示自己擁有蘇格蘭血統，而在美國則約有600萬人有蘇格蘭血統。格紋日定於4月6日，也是紀念1320年發表的阿布羅斯宣言。

## 原由
1982年，在紐約古蘇格蘭俱樂部的主導下，時任紐約州長休·凱利及紐約市長愛德華·柯奇宣佈7月1日為格紋日，同時也是廢除訂定於1747年8月12日禁止蘇格蘭人穿格子呢的1746年英國服裝法的兩百週年紀念。
1986年，居於新斯科細亞省的蘇格蘭氏族後裔將蘇格蘭日改名為格紋日。